# Un chico y su átomo
A Boy and His Atom (en castellano, Un chico y su átomo) es un cortometraje creado en 2013 por un equipo de científicos de IBM Research y que fue inscrito en el Libro Guinness de los récords por ser la película más pequeña jamás creada, al estar protagonizada por átomos aumentados 100 millones de veces con la ayuda de un microscopio.

## Creación

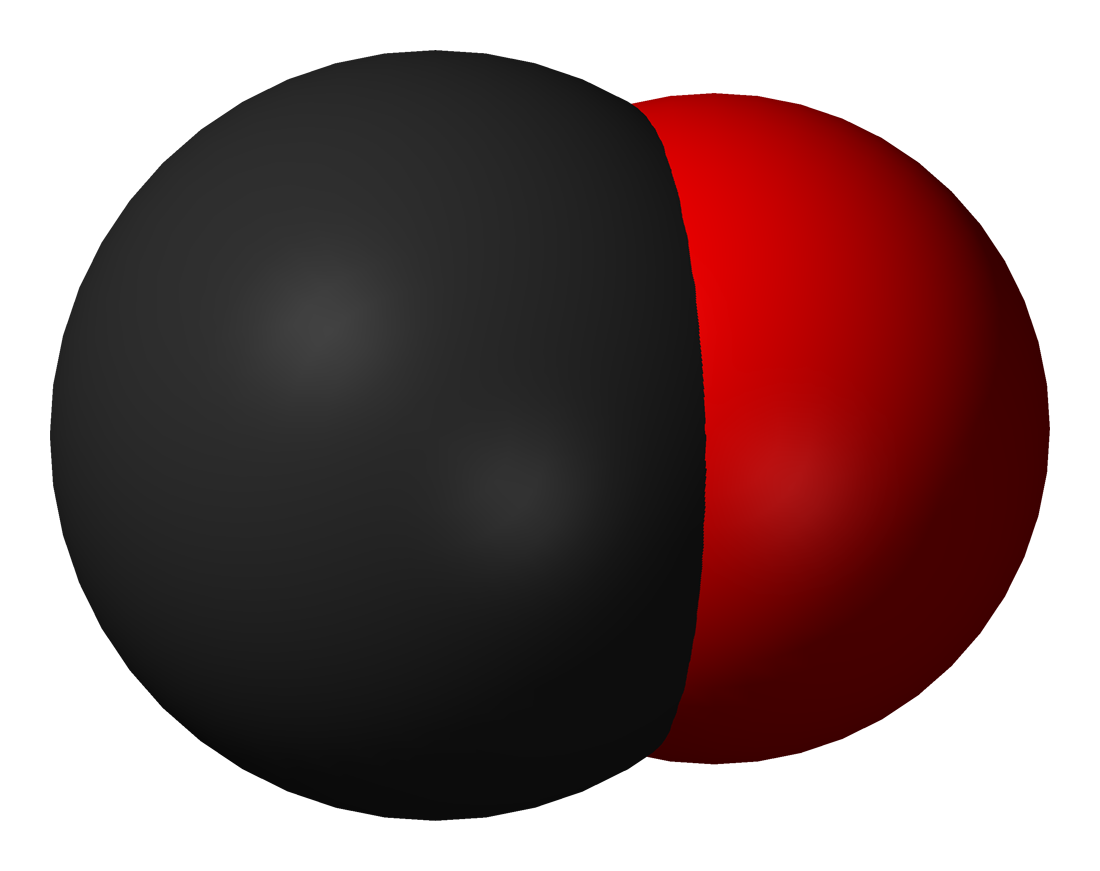
Diagrama de molécula de monóxido de carbono.

A Boy and His Atom fue creada por un equipo de científicos de IBM del Almaden Research Center en San José, California. usando un microscopio de efecto túnel. Utilizando una aguja de cobre se manipularon moléculas de monóxido de carbono sobre un sustrato de cobre a una distancia de 1 nanómetro.
Las moléculas permanecen en el lugar formando un enlace con el sustrato debido a la temperatura extremadamente baja de 5 K (−268,2 °C, −450,7 °F) en que opera el dispositivo. El componente de oxígeno de cada molécula se muestra como un punto cuando es fotografiado por el microscopio efecto túnel, permitiendo la creación de imágenes compuestas de muchos de estos puntos.
El equipo creó 242 fotogramas usando 65 moléculas de monóxido de carbono, que fueron animados mediante técnicas de stop motion. Cada fotograma midió 45 por 25 nanómetros. La realización de la película tomó dos semanas de 18 horas diarias durante las cuales trabajaron cuatro investigadores.